# Сурсько-Михайлівка
Су́рсько-Миха́йлівка (в минулому — Михайлівка) — село в Україні у Дніпровському районі Дніпропетровської області. Населення станом на 2021 рік — 2 539 мешканців. З 2021 року входить до складу Солонянської селищної громади.

## Географія
Село Сурсько-Михайлівка знаходиться на лівому березі річки Суха Сура, яка через 1,5 км впадає в річку Мокра Сура, вище за течією на відстані 1 км розташоване село Миколаївка. Річка в цьому місці звивиста, утворює лимани, стариці і заболочені озера. Через село проходить автомобільна дорога Р80. Поруч проходить залізниця, платформа 242 км.
Положене на правому березі річки Суха Сура, за 18 км від центру громади Солоного, за 6 км від залізничної станції Привільне на лінії Апостолове — Нижньодніпровськ-Вузол.

## Історія
Виникло село з козацького зимівника курінного отамана Якова Омеляновича Качалки. В 1776 році він отримав в присурських степах 3340 десятин землі, чин російського прем'єр-майора і дворянство, перейшовши на російську службу після ліквідації Запорізької Січі. Помираючи, заповів своє майно хрещенику козаку Микиті Коржу. Як дослідили наші учні-краєзнавці, Микита Леонтійович Корж (1731—1835) — особа історична. Він автор унікального твору «Устное повествование бывшаго запорожца, жителя Екатеринославской губернии и уезда, селения Михайловки Никиты Леонтьевича Коржа», який використовують практично всі дослідники Запорізької Січі. В історію України М. Л. Корж увійшов як свідок однієї з найскорботніших подій для нашої Батьківщини — ліквідації Запорізької Січі царськими військами, заснування міста Катеринослава, закладки Преображенського собору, подорожі імператриці Катерини II на Україну до Криму. Згадаймо одну з найбільш драматичних сторінок української історії. Запоріжжя залишалося одним з головних вогнищ антифеодального руху, тому російський царизм усіма засобами намагався обмежити його самоврядування, а зрештою й повністю знищити козацьку вольницю. Доля козацької вольниці остаточно була вирішена 23 квітня 1775 р. на так званій раді при височайшому дворі. Січ повністю оточили з усіх боків. Запорожці, побачивши, що вони оточені з усіх боків і не мають змоги ні втекти, ні оборонятися, аби не «проливати християнську кров», добровільно склали зброю.
Спогади старого запоріжця — це не тільки історичний матеріал про Запорізьку Січ. Коли Корж заснував село Михайлівку і постійно став там жити, він був очевидцем та учасником багатьох знаменних подій: заснування Катеринослава (міста Дніпро), відвідування російської імператриці Катерини ІІ і австрійського імператора Йосифа ІІ по Дніпру земель Новоросії та Крим.
За даними на 1859 рік у казенному селі Михайлівка Катеринославського повіту Катеринославської губернії мешкало 1134 особи (568 чоловічої статі та 566 — жіночої), налічувалось 228 дворових господарств, існувала православна церква.
Станом на 1886 рік у селі Сурської волості мешкало 2008 осіб, налічувалось 323 дворових господарства, існували православна церква, школа та 6 лавки, відбувалось 3 ярмарки на рік.
За переписом 1897 року кількість мешканців зросла до 3352 осіб (1728 чоловічої статі та 1624 — жіночої), з яких 3320 — православної віри.
У грудні 1905 року жителі села на чолі з В. І. Чукутом брали участь у збройному виступі селян в селі Солоному.
1908 року село було центром новоутвореної Сурсько-Михайлівської волості, населення зросло до 3972 осіб (2092 чоловіки та 1880 — жінок), налічувалось 682 дворових господарства .
У 1918 році у селі відкрито гімназію.
Навесні 1920 року в селі знаходився штаб дивізії Першої Кінної армії. 1 червня 1920 в Сурсько-Михайлівку приїздив голова ВЦВК Михайло Калінін разом з секретарем губкому КП(б)У Емануїла Квірінга.
У березні 1922 року тут була створена комуна ім. В. І. Леніна.
Навесні 1929 року в селі відбувся страйк проти колективізації: селяни відмовились обробляти поля, вимагаючи повернути землю та посівматеріал.
У Сурсько-Михайлівці знаходилася центральна садиба колгоспу «Комуніст», за яким було закріплено 8949 га сільськогосподарських угідь, в тому числі 7510 га орних земель. Господарство спеціалізувалося на виробництві свинини і молока. З допоміжних підприємств був комбікормовий завод, млин, цех з виготовлення соняшникової олії. Колгосп кілька разів був учасником ВДНГ СРСР, нагороджений дипломами Виставки.
1970 населення становило 3265 осіб, 1415 дворів.
1989 року за переписом тут мешкало приблизно 2800 осіб.
До 2021 року центр Сурсько-Михайлівської сільської ради. Сільраді були підпорядковані села Богданівка та Новотарасівка.

## Сьогодення
Працює середня загальноосвітня школа, в якій 37 вчителів навчають близько 200 учнів, будинок культури з залом на 300 місць, один клуб, бібліотека з книжковим фондом 7,7 тис. примірників, лікарня і аптека. Є дитячий садок на 50 місць. Діє краєзнавчий музей. П'ятнадцять магазинів, два поштових відділення, ощадна каса.

## Населення

### Мова
Розподіл населення за рідною мовою за даними перепису 2001 року:
| Мова            | Кількість | Відсоток |
| --------------- | --------- | -------- |
| українська      | 2385      | 93.46%   |
| російська       | 144       | 5.64%    |
| білоруська      | 5         | 0.20%    |
| вірменська      | 3         | 0.12%    |
| румунська       | 1         | 0.04%    |
| болгарська      | 1         | 0.04%    |
| ромська         | 1         | 0.04%    |
| інші/не вказали | 12        | 0.46%    |
| Усього          | 2552      | 100%     |

## Економіка
- ТОВ «Солонянський завод АГРОПОЛІМЕРДЕТАЛЬ».
- ТОВ «Колос».
- ТОВ «Дніпроагропром».
- ПрАТ «Комбікорм».

## Пам'ятки
- Музей Микити Коржа. Діє з 2014-го року в столітній хаті місцевого мешканця Олександра Пластуна. Ініціаторами виступили місцеві активісти-вчительки Наталія Семенова й Ірина Біжко[8][9].
- Храм Святих апостолів Петра і Павла. Пов'язаний із місцевою легендою — козаком Микитою Коржем. Він у 1835 році на сто п'ятому році життя застудився, збираючи гроші на нову сільську церкву, і помер. У рік його смерті вдячні односельці побудували новий храм і поховали засновника в усипальниці храму під вівтарем. А в 1936 році, коли почалися гоніння на релігію з боку комуністичної влади, храм закрили, а потім зруйнували. Очевидці тих подій кажуть, що він простояв б і довше, але більшовикам не давав спокою золотий хрест, який поклали в труну Микиті Коржу односельці. Коли руйнували могилу, зняли кришку склепу, вона була двометрова, мармурова, на ній було написано, хто такий Корж, що він засновник Сурсько-Михайлівки. Залишки зруйнованої церкви знаходяться біля нового храму. У 2011 році храм був перебудований до невпізнання.
- Встановлено пам'ятник воїнам, полеглим смертю хоробрих при звільненні Сурсько-Михайлівки від гітлерівських окупантів, і обеліск на честь воїнів-односельчан, які загинули в боротьбі проти німецько-нацистських загарбників.
- Музей історії села Сурсько-Михайлівка. Заснований 1984 року. Нараховує 700 експонатів[10].

## Відомі люди
У селі народився український громадський діяч Пантелеймон Рибалка (1886—1932).
У селі мешкав відомий козацький оповідач «Устного повествованія бившего запорожця» Микита Корж, що дожив до 105 років.
У Сурсько-Михайлівці жив і працював шофером в колгоспі «Комуніст» повний кавалер ордена Слави М. В. Гаркуша (1915—1994).
Чичкань Степан Григорович (? - 1920) - повстанець, сотник отамана Брови. Розстріляний каральним загоном Червоної Армії